# Curs de Llibertat
Curs de la Llibertat (grec: Πλεύση Ελευθερίας) és un partit polític grec antiestablishment fundat el 19 d'abril de 2016 per l'expresidenta del Parlament hel·lènic, Zoe Konstantopoulou.

## Història
Després de l'acord per al Tercer Programa d'Ajust Econòmic de Grècia pel primer govern de SYRIZA - ANEL, Zoe Konstantopoulou, que era diputada de Syriza des del 2012, es va desvincular de les opinions del partit i va participar en les següents eleccions legislatives com a líder de la escissió dels 25 exdiputats de Syriza anomenada Unitat Popular. Tanmateix, el partit, que havia aconseguit el suport d'altres formacions progressistes, no va aconseguir el llindar electoral de representació a la legislatura per ben poc, un 2.86%. En resposta al resultat, des del partit van assenyalar: "Hem perdut el partit però no la guerra", però aviat les diferents organitzacions que hi participaven van abandonar la plataforma.
Així, el 19 d'abril de 2016 Konstantopolou va anunciar la fundació de la nova organització. Segons la seva declaració, el propòsit d'acció del partit consisteix en la democràcia, la justícia, la transparència, els drets, la cancel·lació del deute i la reclamació de reparacions de la Segona Guerra Mundial.
Konstantopoulou, juntament amb el partit, havia assistit i demanat suport a les protestes multitudinàries anti-Acord del Prespa del 2018 i 2019, amb el lema "No cedeixo la meva terra", havent estat l'única figura política de l'esquerra grega per fer-ho obertament.
A les primeres eleccions al Parlament grec van obtenir només 82.672 vots i l'1,46%, convertint-se en la segona formació extraparlamentària després d'Alba Daurada. A la següent legislatura augmentarien el seu suport repetint però la situació pírrica d'Unitat Popular, quedant-se a dècimes d'entrar, amb un 2.89%. Amb la repetició electoral de juny van trencar finalment la barrera, tot i que de manera ajustada, obtenint 165 210 vots i el 3.17%, amb 8 diputats al Parlament.

## Ideologia
El Curs de la Llibertat es va establir sobre una ideologia anti-memorandum, basada en l'oposició dura de la seva fundadora Zoe Konstantopoulou a l'austeritat, el neoliberalisme, la desigualtat fiscal, els creditors de Grècia i la Troika, i ha estat vist com un partit "populista d'esquerra". Alguns comentaristes l'han descrit com a "nominalment d'esquerra", o d'extrema esquerra, encara que Konstantopoulou ho descriu com a anti-establishment i "ni d'esquerres ni de dretes". També s'ha considerat que la posició política del partit és "catch-all", acumulant el suport tant dels votants d'esquerra com de la dreta per a posicions generalitzades contra l'establishment. El partit apel·la als sentiments nacionalistes, i ha estat etiquetat com "esquerra nacionalista".
Konstantopoulou ha criticat les privatitzacions, els augments d'impostos, els "oligarques mediàtics" i les subhastes i les confiscacions bancàries d'habitatges de famílies sobreendeutades. El partit també ha donat suport als refugiats, la comunitat LGBT, els opositors a la vacunació contra la COVID-19 i les víctimes del sexisme i la violència sexual.
El partit és obertament contrari a la Unió Europea, que Konstantopoulou anomena una "creació monstruosa" mancada de democràcia que hauria de ser abolida; la declaració fundacional del partit denuncia l'"euroburocràcia" com a totalitarisme.

### Posicions
Les posicions del partit inclouen la cancel·lació del deute nacional del país (que Zoe Konstantopoulou ha afirmat prèviament durant la seva etapa al govern com a "il·legal, il·legítim, odiós i insostenible" i "acumulat inconstitucionalment" basat en l'informe de la Comissió de la Veritat del Deute grega del Parlament), l'oposició a l'acord del Prespa sobre el nom de Macedònia del Nord i demanant un referèndum, reclamant reparacions de guerra i préstecs de fins a 350.000 milions d'euros, compensació addicional per les atrocitats nazis, i oposició a la vacunació obligatòria.
La seva declaració fundacional recolza posicions de democràcia popular i democràcia participativa, i inclou propostes com la institucionalització de referèndums obligatoris, la participació ciutadana en la justícia, la renacionalització de totes les empreses i béns públics, la dissolució de la HRADF SA i una auditoria comptable de Deute grec, fons d'assegurances i institucions de propietat estatal.

## Resultats electorals

### Parlament grec
| Any       | Lider               | Participació | Participació | Participació | Participació | Participació | Pos. | Govern            |
| Any       | Lider               | Vots         | %            | ±pp          | Escons       | +/−          | Pos. | Govern            |
| --------- | ------------------- | ------------ | ------------ | ------------ | ------------ | ------------ | ---- | ----------------- |
| 2019      | Zoe Konstantopoulou | 82,673       | 1.46%        | Nou          | 0 / 300      | Nou          | 8è   | Extraparlamentari |
| 2023 (I)  | Zoe Konstantopoulou | 170,298      | 2.89%        | +1.43        | 0 / 300      | =            | 7è   | Extraparlamentari |
| 2023 (II) | Zoe Konstantopoulou | 165,210      | 3.17%        | +0.28        | 8 / 300      | 8            | 8è   | Oposició          |

### Parlament Europeu
| Parlament Europeu | Parlament Europeu   | Parlament Europeu | Parlament Europeu | Parlament Europeu | Parlament Europeu | Parlament Europeu | Parlament Europeu | Parlament Europeu |
| Any               | Líder               | Vots              | %                 | ±pp               | Escons            | +/−               | Pos.              | Grup              |
| ----------------- | ------------------- | ----------------- | ----------------- | ----------------- | ----------------- | ----------------- | ----------------- | ----------------- |
| 2019              | Zoe Konstantopoulou | 81.269            | 1,6%              | Nou               | 0 / 21            | -                 | 8è                | -                 |
| 2024              | Zoe Konstantopoulou | 135.310           | 3,40%             | + 1.8             | 1 / 21            | 1                 | 7è                | NI                |